# Hymenomima tharpoides
Hymenomima tharpoides är en fjärilsart som beskrevs av Paul Dognin 1913. Hymenomima tharpoides ingår i släktet Hymenomima och familjen mätare. Inga underarter finns listade i Catalogue of Life.